# クリントン郡 (ミズーリ州)
クリントン郡（英: Clinton County）は、アメリカ合衆国ミズーリ州の北西部に位置する郡である。2010年国勢調査での人口は20,743人であり、2000年の18,979人から9.3％増加した。郡庁所在地はプラッツバーグ市（人口2,319人）であり、同郡で人口最大の都市でもある。クリントン郡は1833年1月2日に設立され、郡名はニューヨーク州知事デウィット・クリントンに因んで名付けられた。プラッツバーグ市もニューヨーク州クリントン郡の郡庁所在地と同様な名前である（綴りが違うだけである）。
クリントン郡はカンザスシティ大都市圏に属している。

## 地理
アメリカ合衆国国勢調査局に拠れば、郡域全面積は423.47平方マイル (1,096.8 km2)であり、このうち陸地418.76平方マイル (1,084.6 km2)、水域は4.71平方マイル (12.2 km2)で水域率は1.11％である。

### 主要高規格道路
- 州間高速道路35号線
- アメリカ国道69号線
- アメリカ国道169号線
- ミズーリ州道33号線
- ミズーリ州道116号線

### 隣接する郡
- デカルブ郡 - 北
- コールドウェル郡 - 東
- レイ郡 - 南東
- クレイ郡 - 南
- プラット郡 - 南西
- ブキャナン郡 - 西

## 人口動態

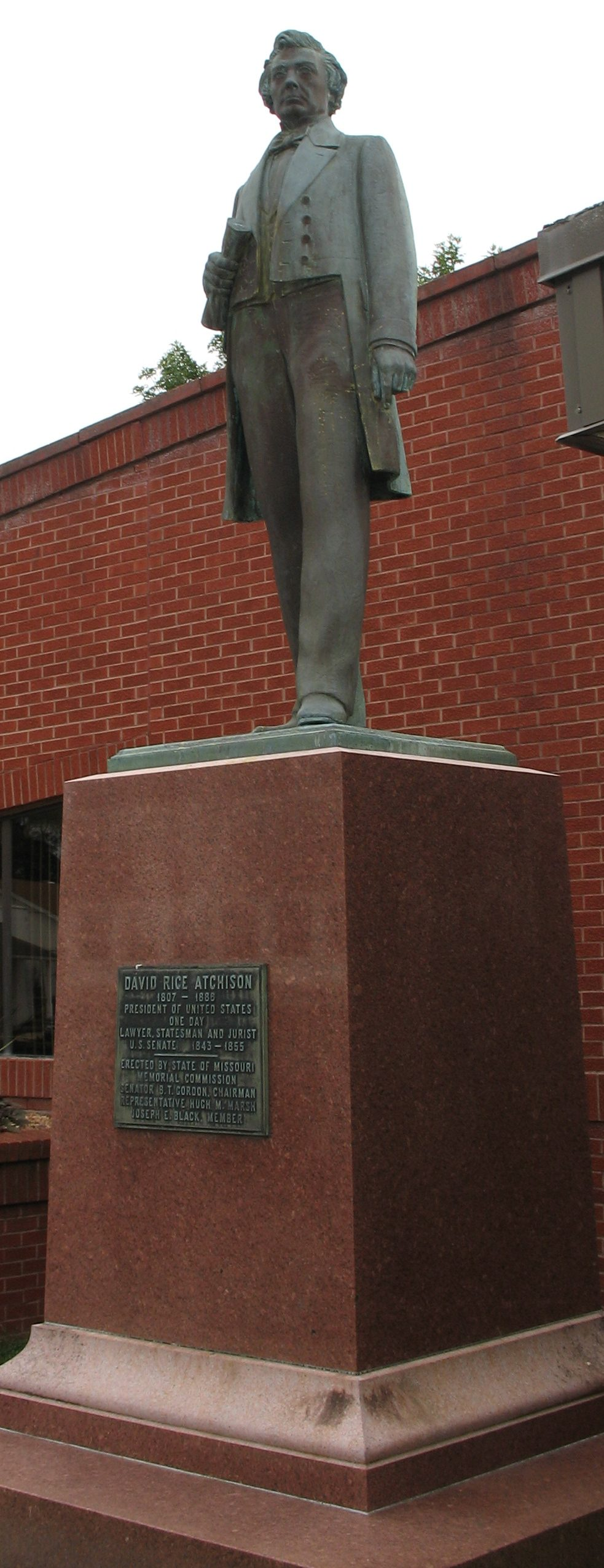
「1日限りの大統領」デイビッド・ライス・アッチソン（1807年-1886年）の彫像、クリントン郡庁舎前

以下は2000年の国勢調査による人口統計データである。
| 基礎データ - 人口: 18,979人 - 世帯数: 7,152 世帯 - 家族数: 5,299 家族 - 人口密度: 18人/km2（45人/mi2） - 住居数: 7,877軒 - 住居密度: 7軒/km2（19軒/mi2） 人種別人口構成 - 白人: 96.58% - アフリカン・アメリカン: 1.52% - ネイティブ・アメリカン: 0.34% - アジア人: 0.17% - 太平洋諸島系: 0.01% - その他の人種: 0.27% - 混血: 1.12% - ヒスパニック・ラテン系: 1.08% 年齢別人口構成 - 18歳未満: 26.8% - 18-24歳: 7.4% - 25-44歳: 28.2% - 45-64歳: 23.5% - 65歳以上: 14.1% - 年齢の中央値: 38歳 - 性比（女性100人あたり男性の人口） - 総人口: 96.0 - 18歳以上: 91.6 | 世帯と家族（対世帯数） - 18歳未満の子供がいる: 34.9% - 結婚・同居している夫婦: 61.4% - 未婚・離婚・死別女性が世帯主: 8.8% - 非家族世帯: 25.9% - 単身世帯: 22.0% - 65歳以上の老人1人暮らし: 10.5% - 平均構成人数 - 世帯: 2.59人 - 家族: 3.03人 収入と家計 - 収入の中央値 - 世帯: 41,629米ドル - 家族: 48,244米ドル - 性別 - 男性: 36,307米ドル - 女性: 22,991米ドル - 人口1人あたり収入: 19,056米ドル - 貧困線以下 - 対人口: 9.3% - 対家族数: 7.3% - 18歳未満: 11.3% - 65歳以上: 12.7% |

## 都市と町
| - キャメロン † - ゴーワー | - ヘンプル - ホルト | - ラスロップ - オズボーン † | - プラッツバーグ - 郡庁所在地 - トリンブル | - ターニー |

† 一部のみが郡内、隣接するデカルブ郡に跨っている

## 民営コミュニティ
- レイクアロウヘッド

## 政治

### 地方
クリントン郡の地方レベルでは民主党が大半の政治を支配しており、郡の選挙で選ばれる役職は3人を除いて独占している。

### 国政

#### 2008年大統領予備選挙
2008年の大統領予備選挙で、クリントン郡は共和党のミット・ロムニーと民主党のヒラリー・クリントンを選んだ。民主党の予備選挙ではヒラリー・クリントンが1位となり、さらに共和党予備選挙で各候補に投じられた票数よりも多かった。